# Akkem
L'Akkem (Аккем), ce qui signifie « rivière blanche »  de Ak (blanc en altaï méridional) et khem (rivière en tchouvache), est une rivière de montagne de la république de l'Altaï au sud-ouest de la Sibérie (fédération de Russie). Elle naît du glacier d'Akkem sur le versant nord du mont Béloukha appartenant au monts Katoun dans l'Altaï, et se jette dans la rivière Katoun sur sa rive droite.

## Description

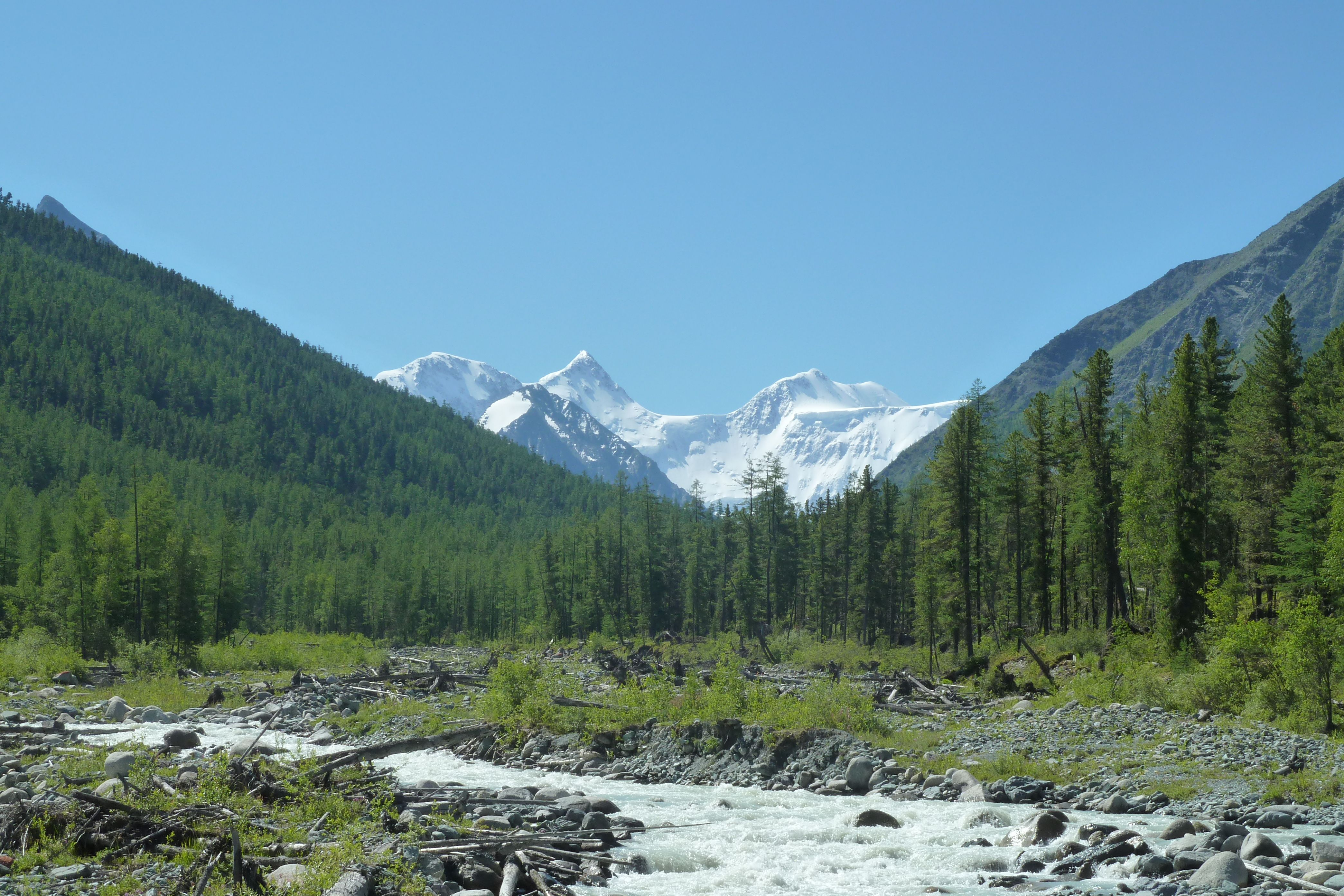
Vue du cours supérieur de l'Akkem avec le mont Béloukha au sud, au fond

L'Akkem, de type fluvio-glacial, naît des glaces du glacier du même nom (appelé également « glacier Rodzevitch » du nom de l'accompagnateur de Vassili Sapojnikov qui le découvrit en 1897), puis est rejointe par la rivière Karaoyouk et descend ensuite une vallée escarpée du nord au sud. Son affluent gauche, l'Akoyouk, se jette dans ses eaux avant qu'elle ne traverse le lac d'Akkem (à 2 050 mètres d'altitude). Sa vallée s'élargit alors et un kilomètre plus bas, elle est rejointe par le Yarlou, et dix kilomètres plus bas par la rivière Tekeliou. La vallée devient ensuite plus escarpée et plus étroite, jusqu'à s'élargir en terrasses après la confluence avec l'Araskan. L'Akkem se jette à 812 mètres d'altitude dans le Katoun aux abords du village d'Akkem qui est situé juste avant le début de la steppe d'Ouïmon, celle-ci séparant les monts Katoun des monts de la Terekta. La vallée de l'Akkem est l'itinéraire le plus direct pour mener au mont Béloukha.

## Notes et références

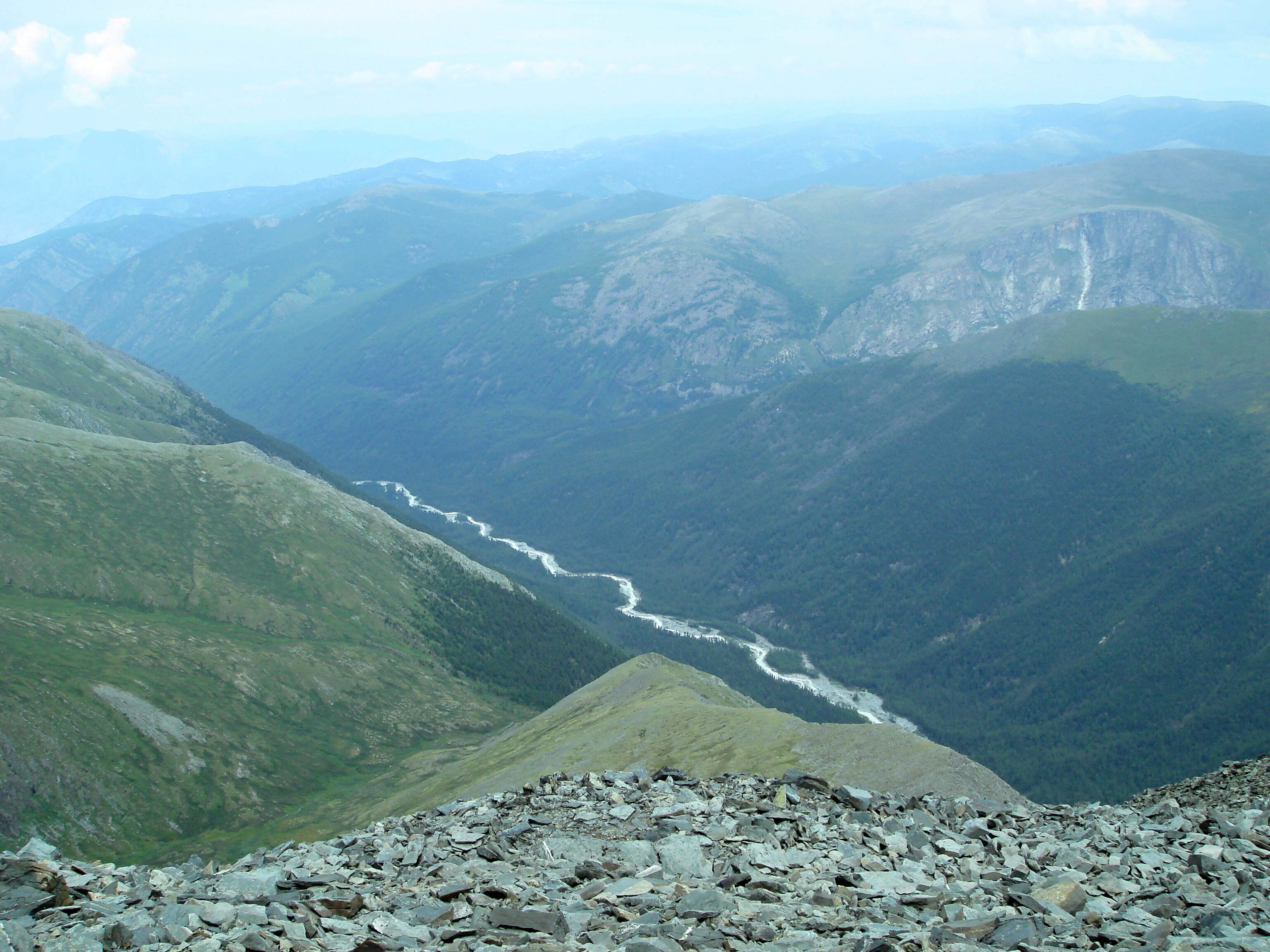
L'Akkem au pied col du Karatiourek

## Source
- (ru) Registre national des eaux, « Akkem dans le registre national des eaux de Russie », sur verum.wiki

- (ru) Cet article est partiellement ou en totalité issu de l’article de Wikipédia en russe intitulé « Аккем » (voir la liste des auteurs).